# Rhamnus glaucophylla
Rhamnus glaucophylla är en brakvedsväxtart som beskrevs av Carlo Pietro Stefano Stephen Sommier. Rhamnus glaucophylla ingår i släktet getaplar, och familjen brakvedsväxter. Inga underarter finns listade i Catalogue of Life.